# Big Tits
Big Tits (engelska: Breast Men) är en amerikansk dramakomedi från 1997 i regi av Lawrence O'Neil, med David Schwimmer och Chris Cooper i huvudrollerna. Filmen är delvis baserad på en sann historia.

## Handling
William Larson och Kevin Saunders är två plastikkirurger och nära vänner som tillsammans blir pionjärer inom bröstförstoring, vilket blir en jättesuccé och de båda tjänar mycket pengar och blir berömda men glider alltmer ifrån varandra för att till sist gå skilda vägar inom sitt yrke. Kevin specialiserar sig på att skapa så stora bröst som möjligt och blir populär och anlitad av både strippor och porrfilmsskådespelare samtidigt som William fortsätter med operationer i mer medicinskt syfte. 
Filmen skildrar bröstimplantatens historia från när den lanserades på 1970-talet och den enorma popularitet de fick till när man sedan upptäcker alla de hälsofarliga biverkningar som det kan medföra. Berättelsen för framåt av ett antal intervjuer med kvinnor som på 1970-talet skaffade sig bröstimplntat med olika framgång och deras syn på bröstförstoring, kvinnornas ansikten syns aldrig utan istället visas enbart deras bröst och torso.

## Kritik
Filmen fick ett blandat mottagande, även om de flesta kritiker var överens om att det var bra att bröstimplantatens biverkningar och risker uppmärksammades så var de också tveksamma till filmens många pornografiska scener. I filmen förekommer också många droger och svordomar, vilket vissa har reagerat på.[källa behövs]

## Rollista (urval)
- David Schwimmer - Dr. Kevin Saunders
- Chris Cooper - Dr. William Larson
- Emily Procter - Laura Pierson
- Matt Frewer - Gerald Krzemein
- Terry O'Quinn - Advokaten
- John Stockwell - Robert Renaud
- Lisa Marie - Vanessa
- Louise Fletcher - Mrs. Saunders